# Isopterygium praenitens
Isopterygium praenitens är en bladmossart som beskrevs av Jules Cardot 1909. Isopterygium praenitens ingår i släktet Isopterygium och familjen Hypnaceae. Inga underarter finns listade i Catalogue of Life.